# 唐公昉
唐公昉（？—？），汉代城固（今陝西城固縣）人，道教人物。
王莽居攝二年（7年），曾經擔任汉中郡郡吏。酷爱柑桔。乐善好施，一心向道。傳聞有仙人李八百聽說漢中唐公昉有志不遇名師，欲敎授之。他到公昉家為佣人，一日染疾，通身膿血，有惡臭，唐公昉夫妇及三婢为之舐恶疮，並奉以洗浴惡瘡美酒三十斛之試。李八百以《丹经》一卷授予唐公昉，唐公昉夫妇入云台。而且一人得道，雞犬升天。东汉汉中太守郭芝为唐公昉立庙称唐公祠。灵帝時，又刻“仙人唐公昉碑”。